# دریاچه بوئیر
دریاچه بوئیر (به لاتین: Buir Lake) یک دریاچه در مغولستان است که در مغولستان داخلی واقع شده‌است.